# Калинешти (Прахова)
Калинешти (рум. Călinești) насеље је у Румунији у округу Прахова у општини Флорешти. Oпштина се налази на надморској висини од 299 m.

## Становништво
Према подацима из 2002. године у насељу је живело 414 становника, од којих су сви румунске националности.